# Among Wolves
Pour plus de détails, voir Fiche technique et Distribution.
Among Wolves (litt. Parmi les loups) est un western américain sorti en 2023, réalisé par Justin Lee.

## Synopsis
Deux femmes missionnaires sont témoins d'un meurtre commis par des tueurs à gages et prennent la fuite. Elles arrivent à la cabane de deux tueurs à gages à la retraite qui acceptent de les protéger, mais par leurs armes.

## Fiche technique
Sauf indication contraire, les informations mentionnées dans cette section peuvent être confirmées par la base de données cinématographiques IMDb,  présente dans la section « Liens externes ».
- Réalisation : Justin Lee
- Scénario : Justin Lee
- Production : Chick Flick Films, Koenig Pictures
- Musique : Scott Casey
- Photographie : Eamon Long
- Costumes : Renee Cloutier
- Pays de production :  États-Unis
- Date de sortie :
  - États-Unis : 27 octobre 2023[1]

## Distribution
- Trace Adkins : Michael
- Jeff Fahey : Anthony
- Victoria Pratt : Elizabeth
- Spencer Locke : Kara
- James Russo : Thomas Barclay
- Forrie J. Smith : Marshall Jameson
- Tom Berenger : Father Callahan
- Edward Finlay : Bill DeLorenzo
- John Marrs : George Holmes
- Phil Burke : Colin Brixton
- Ed Morrone : Rome
- Kelly Lynn Reiter : Sondra Monet
- E.M. McInerney : Peter Beragi
- Cliff Owens : Miles Young
- Lena Wilcox : chanteuse
- Todd South : joueur au poker
- Paul Bloom : agent Pinkerton
- William Chandler : soutien